# Métro de Sendai
Le métro de Sendai (仙台市地下鉄, Sendai-shi Chikatetsu) est un des systèmes de transport en commun de la ville de Sendai au Japon. C'est le dixième réseau de métro du Japon. Il comporte deux lignes qui sont gérées par le Bureau des transports de la ville de Sendai.

## Historique
Les premières réflexions sur la création d'un métro remontent à 1965 mais la construction ne commença qu'en 1983. La mise en service de la ligne Namboku eut lieu en 1987 et un prolongement fut inauguré en 1992. La ligne Tōzai, dont la construction a débuté en 2004, a été inaugurée le 6 décembre 2015.

## Lignes
| Symbole | Ligne   | Ouverture | Longueur | Stations | Ecartement des rails |
| ------- | ------- | --------- | -------- | -------- | -------------------- |
| N       | Namboku | 1987      | 14,8     | 17       | 1067 mm              |
| T       | Tōzai   | 2015      | 13,9     | 13       | 1435 mm              |

### Ligne Namboku
La ligne Namboku (littéralement "sud nord") va de Tomizawa jusqu'à Izumi-Chūō en traversant par le centre-ville. La longueur totale de la ligne est de 15 km dont 12 sont en souterrain. Elle dessert 17 stations dont 14 en souterrain.
La longueur des quais est de 130 m, l'écartement de la voie est de 1 067 mm. Les rames comportent 4 voitures. L'alimentation se fait par caténaires à la tension de 1 500 volts continu. Le réseau est en activité de 5 h 45 à 23 h 45 et la fréquence des trains est de 4 à 6 minutes. Toutes les stations sont accessibles en chaise roulante par des ascenseurs et la signalétique est également en braille. Les stations sont insérées harmonieusement dans leur environnement et comportent des peintures murales. Dans les deux remorques d'extrémités il y a des fauteuils destinés aux personnes enceintes, invalides ou âgées.
Chaque voiture est inspectée tous les 3 jours et révisée tous les 3 mois à l'aide d'un banc de test automatique. Chaque rame est révisée tous les 3 ans. Le métro de Sendai est la première application pratique de la logique floue.

### Ligne Tōzai
La ligne Tōzai (littéralement "est ouest") va du parc zoologique de Yagiyama à Arai. Elle a une longueur de 13,9 km et comporte 13 stations. L'écartement de la voie est de 1 435 mm. La traction des rames est assurée par des moteurs linéaires.

## Matériel roulant
Les rames de la ligne Namboku sont à écartement métrique et sont propulsées par des moteurs électriques alimentés par caténaire. Les rames de la ligne Tōzai sont à écartement standard mais sont propulsées par un moteur linéaire au niveau des rails. Chaque train est constitué d'une rame de quatre voitures.
| Série | Livraison | Constructeur | Nombre de rame | Nombre de voitures par rame | Alimentation    | Ecartement | Ligne dessevie | Photo |
| ----- | --------- | ------------ | -------------- | --------------------------- | --------------- | ---------- | -------------- | ----- |
| 1000  | 1987      | Kawasaki     | 21             | 4                           | Caténaire       | 1067 mm    | N              |       |
| 2000  | 2015      | Kinki Sharyo | 15             | 4                           | Moteur linéaire | 1435 mm    | T              |       |
| 3000  | 2024      | Hitachi      | 21             | 4                           | Caténaire       | 1067 mm    | N              |       |